# Arteria colateral cubital inferior
La arteria colateral cubital inferior es una arteria que se origina como rama colateral de la arteria braquial.

## Trayecto
Nace alrededor de 5 cm. por encima del codo. Se dirige hacia la parte medial sobre el músculo braquial, y, perforando el tabique intermuscular medial del brazo, rodea la parte posterior del húmero entre el músculo tríceps braquial y el hueso, formando, por su unión con la arteria profunda del brazo, un arco sobre la fosa olecraneana.

## Ramas
Donde el vaso descansa sobre el músculo braquial, emite ramas que ascienden para unirse a la arteria colateral cubital superior; otras ramas descienden frente al epicóndilo medial o epitróclea, para anastomosarse con la rama anterior de la arteria recurrente cubital o arteria recurrente cubital anterior.
Tras el epicóndilo medial, una rama se anastomosa con la arterias colateral cubital superior y con la rama posterior de la arteria recurrente cubital o arteria recurrente cubital posterior.

## Distribución
Irriga los músculos adyacentes, el periostio y el hueso.

## Imágenes adicionales
|                   |
| Arteria braquial. |

- Datos: Q707121
- Multimedia: Inferior ulnar collateral artery / Q707121